# Torre delle Combe
La torre delle Combe (o torre di Meana) è una torre a pianta quadrata situata presso l'omonima borgata di Meana, in Valle di Susa.

## Storia

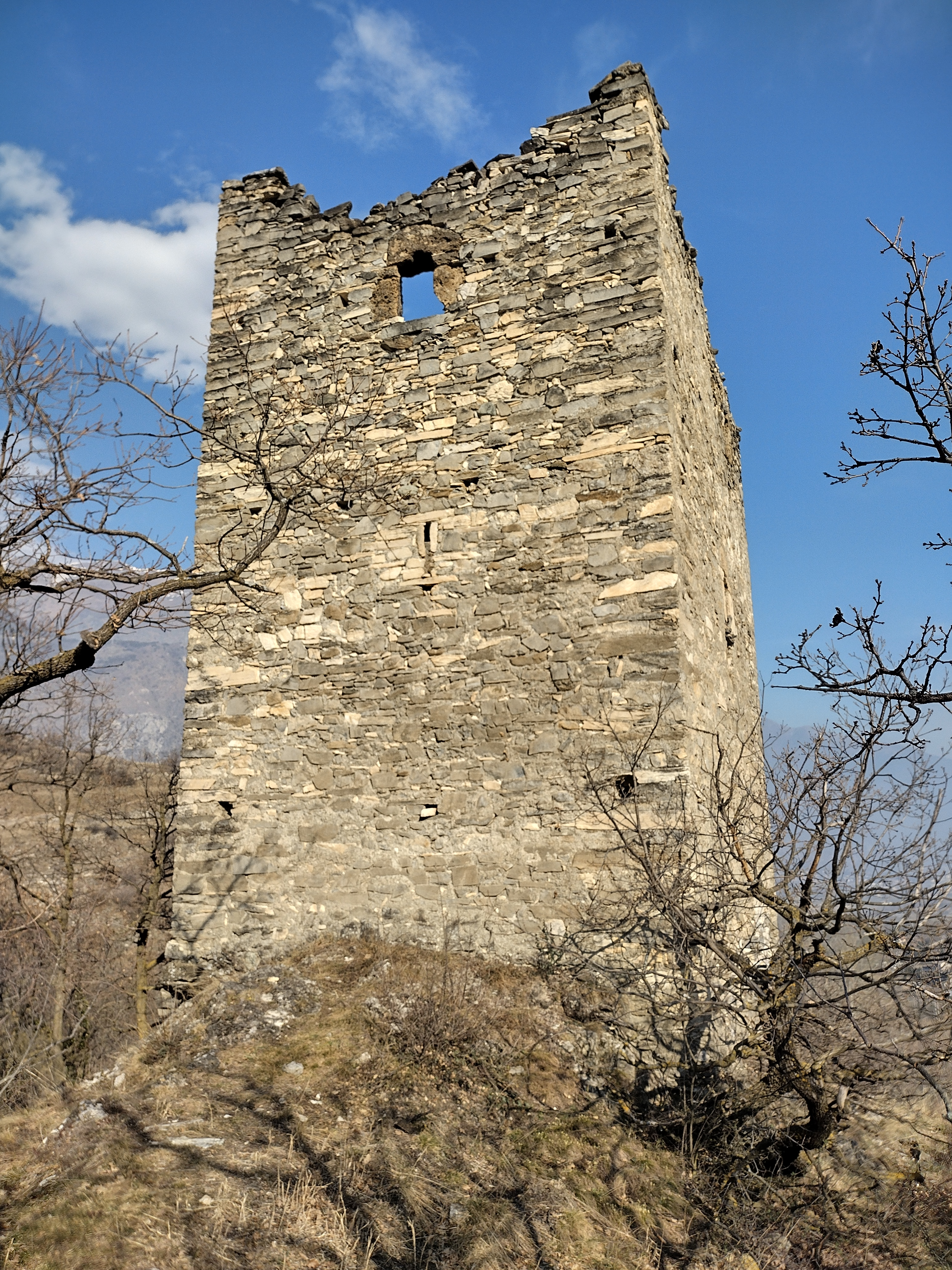
Vista d'insieme

La torre si trova su un rilievo che domina la frazione Combe di Meana e che, grazie alla sua posizione elevata, offre una ampia visuale sulla  zona circostante. Presumibilmente l'edificio non ebbe una vera e propria funzione difensiva ma fungeva da torre di segnalazione. La comunicazione avveniva tramite l'accensione di fuochi nella parte alta del torrione. Torri di questi tipo erano piuttosto comuni in Valsusa e permettevano la trasmissione di messaggi lungo tutto l'asse vallivo. Le torri di segnalazione più vicine a quella di Combe sono quelle di Traduerivi e di Mattie. L'edificio risale al medioevo e, stando alle analogie con la storia di altre strutture simili, fu probabilmente costruito nel XIII secolo.

## Caratteristiche e funzione

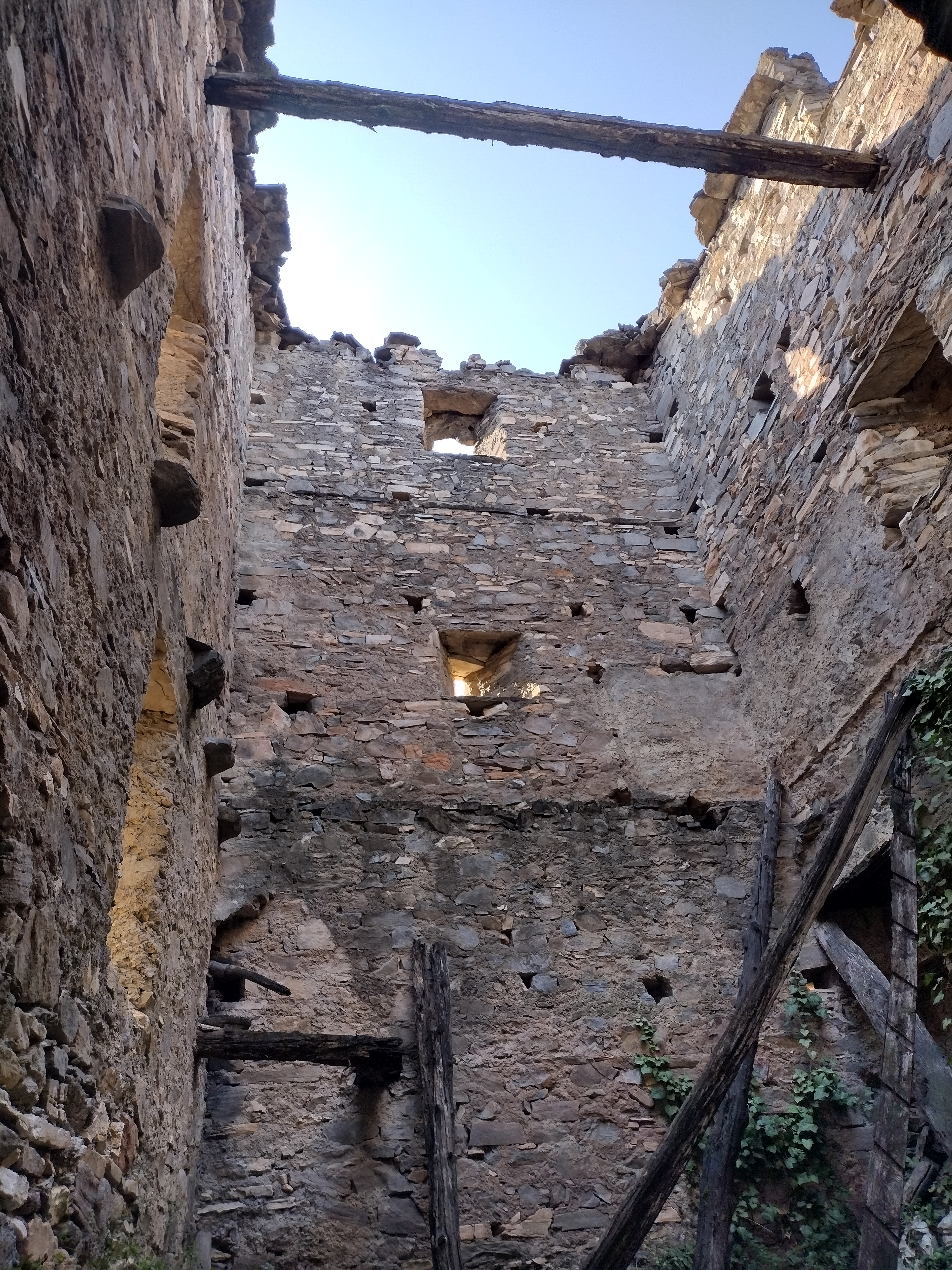
L'interno della torre

La torre ha pianta quadrata e presenta spesse pareti realizzate in pietre lavorate e legate con pochissima malta. All'interno le strutture lignee e il tetto sono in gran parte crollati, anche se rimangono le tracce degli alloggiamenti delle vecchie travature. La merlatura superiore è anch'essa in buona parte scomparsa. La porta di accesso, che guarda verso nord, è costituita da una massiccia architrave sostenuta da due rozzi capitelli. La continuità delle pareti è interrotta da due monofore e da alcune feritoie.